# Neath
Neath (Welsh: Castell-nedd) is een stad in de Welshe county borough Neath Port Talbot. Neath telt 47.020 inwoners.

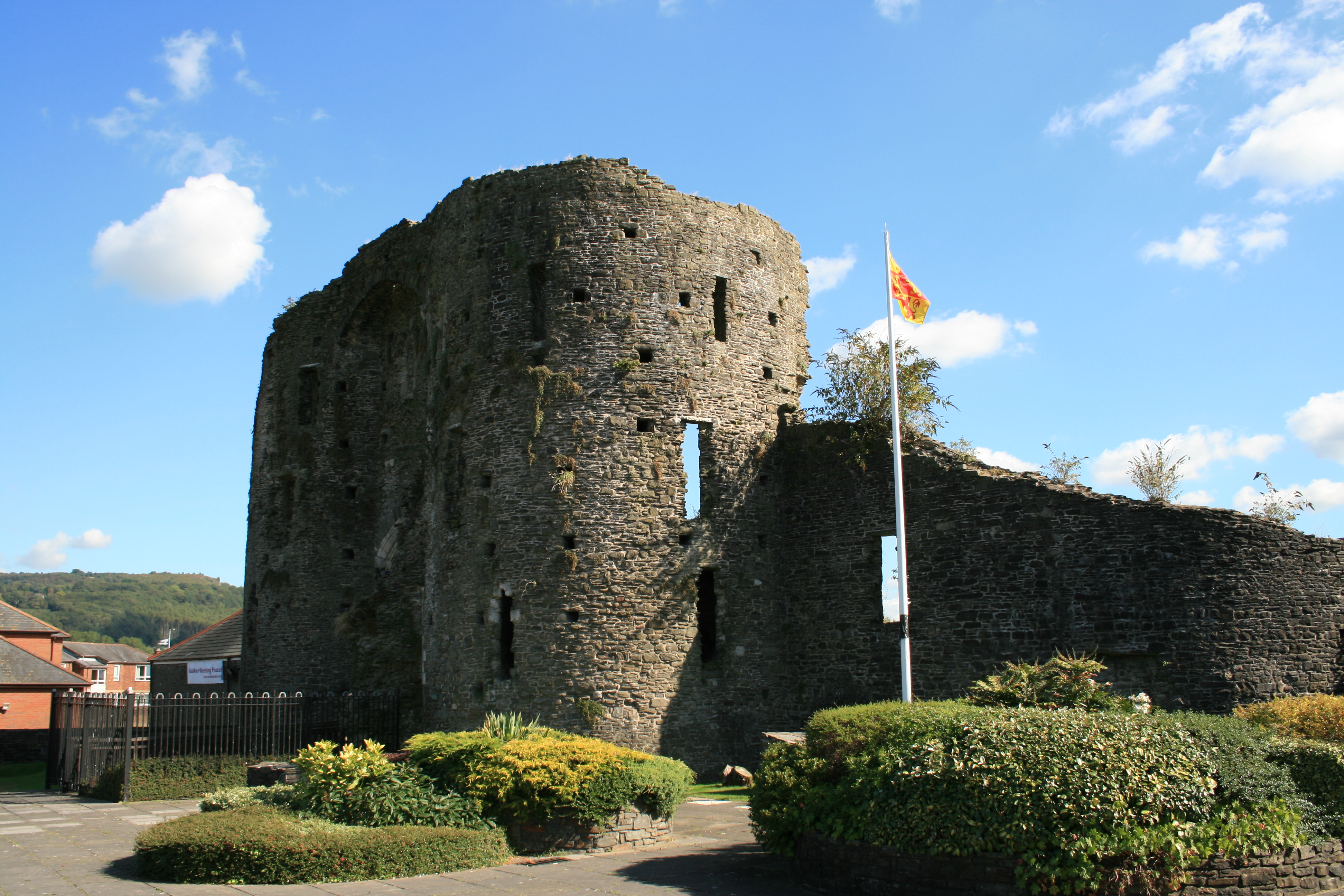
Kasteelruïne

## Geboren in Neath
- Ray Milland (1905-1986), acteur
- Mark Bowen (1963), voetballer
- Hywel Simons (1970), acteur
- Katherine Jenkins (1980), zangeres
- Ben Davies (1993), voetballer